# Mennevret
Mennevret ist eine französische Gemeinde mit 654 Einwohnern (Stand 1. Januar 2022) im Département Aisne in der Region Hauts-de-France (vor 2016 Picardie). Sie gehört zum Arrondissement Vervins, zum Kanton Guise und zum Kommunalverband Thiérache Sambre et Oise.

## Geographie
Die Gemeinde Mennevret liegt am Nordwestrand der Landschaft Thiérache, 25 Kilometer nordöstlich von Saint-Quentin. Nachbargemeinden von Mennevret sind La Vallée-Mulâtre im Norden, Wassigny im Nordosten, Tupigny im Osten, Petit-Verly im Südosten, Grougis im Süden, Seboncourt im Südwesten sowie Vaux-Andigny im Nordwesten.

## Bevölkerungsentwicklung
| Jahr                       | 1962 | 1968 | 1975 | 1982 | 1990 | 1999 | 2006 | 2013 | 2022 |
| Einwohner                  | 792  | 770  | 703  | 649  | 656  | 653  | 664  | 634  | 654  |
| Quellen: Cassini und INSEE |      |      |      |      |      |      |      |      |      |

## Sehenswürdigkeiten

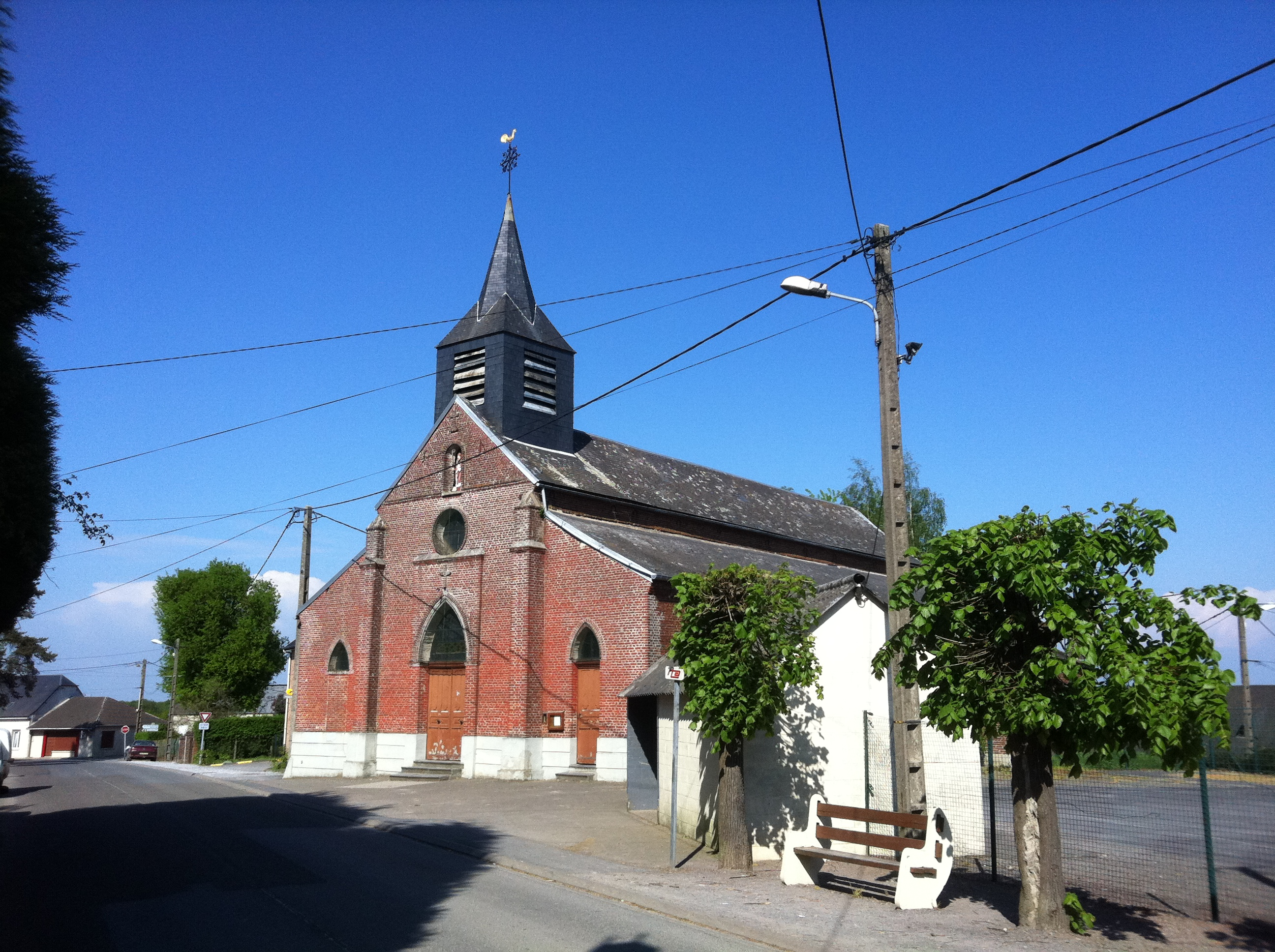
Kirche Saint-Nicolas
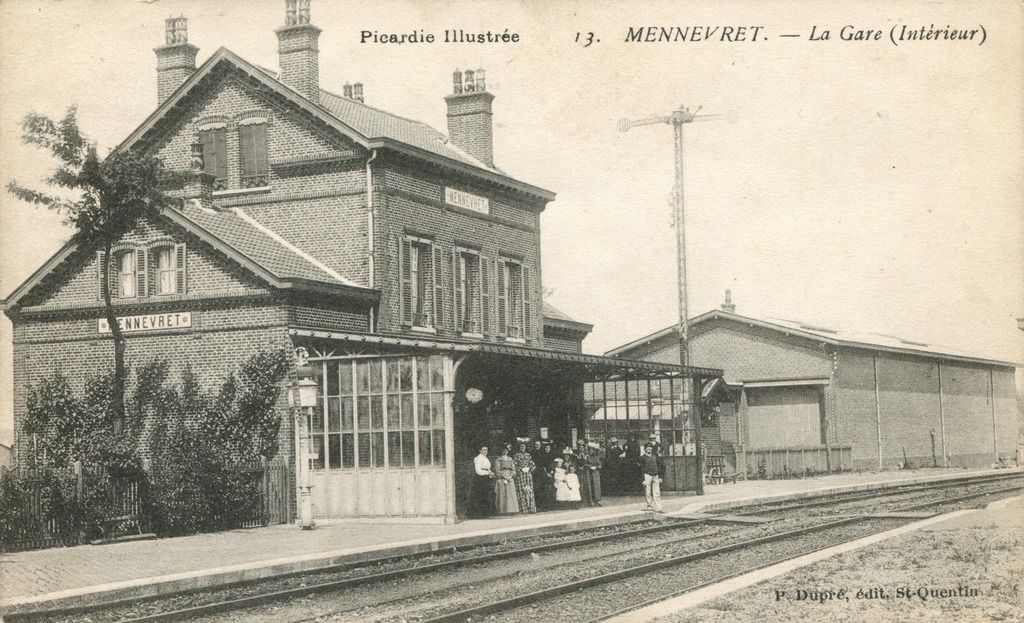
Wasserturm
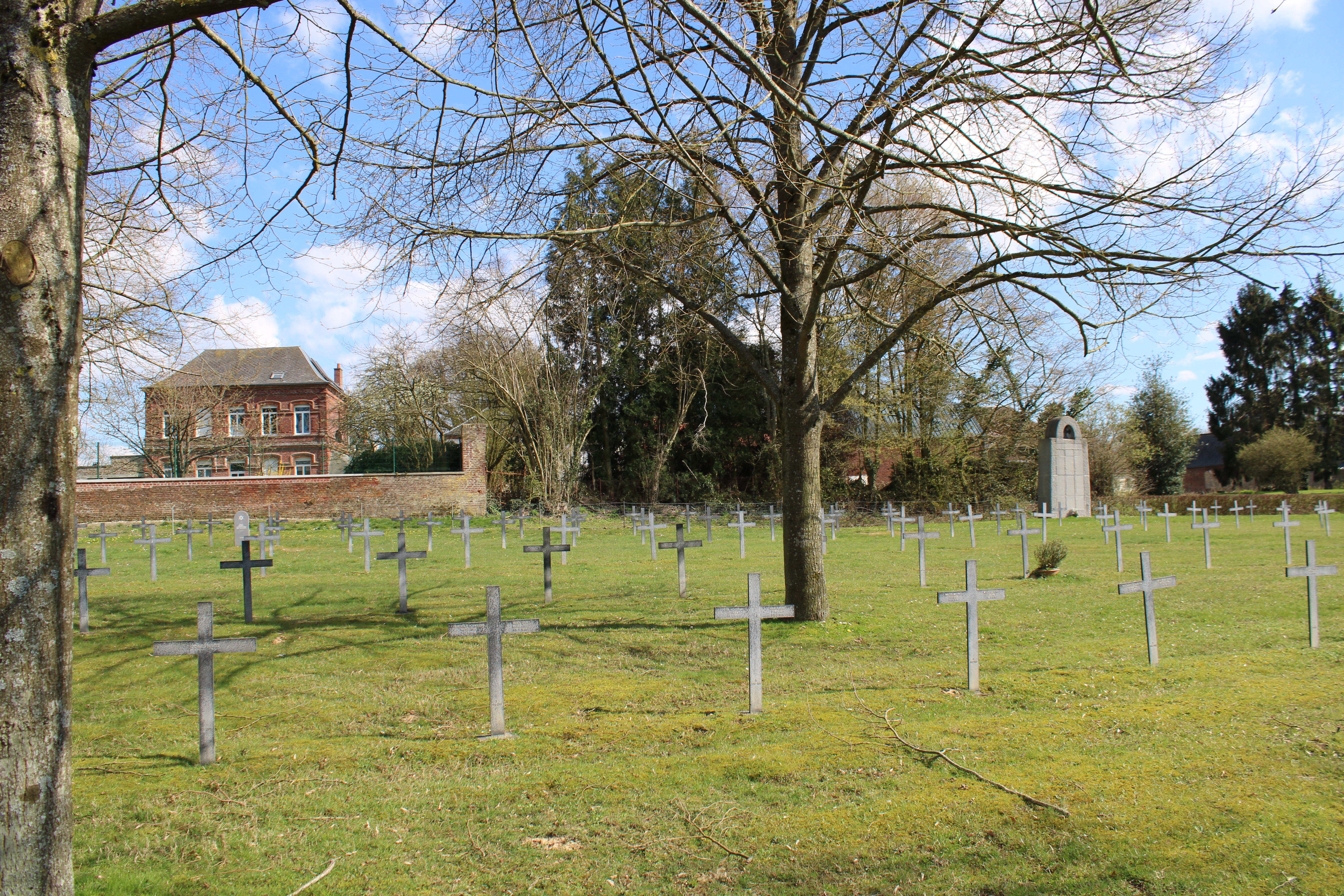
deutscher Soldatenfriedhof

- Kirche Saint-Nicolas
- Bahnhof im Jahr 1905
- Deutscher Soldatenfriedhof